# وارد (كولورادو)
وارد (بالإنجليزية: Ward, Colorado)‏ هي بلدة تقع في مقاطعة بولدر، كولورادو بولاية كولورادو في الولايات المتحدة. تأسست عام 1860، تبلغ مساحتها 1.5 (كم²)، وترتفع عن سطح البحر 2880 م، بلغ عدد سكانها 150 نسمة في عام 2010 حسب إحصاء مكتب تعداد الولايات المتحدة وتصل الكثافة السكانية فيها 112.7 نسمة/كم2.

## وصلات خارجية
- The US50 - Cities and Towns in Colorado State
- Colorado Cities and Towns, Facts, Map, Flag, Colleges, Government, and More